# کلسنو
کلسنو (به لهستانی:  Klesno) یک روستا در لهستان است که در گمینا درزدنکو واقع شده‌است.
 کلسنو  ۲۰۰ نفر جمعیت دارد.